# Spongillina
Спонгилли або Спонгиллини (Spongillina) — підряд губок класу звичайні губки (Demospongiae).

## Класифікація
Підряд має родини:
- Родина Lubomirskiidae Rezvoi, 1936
- Родина Malawispongiidae Manconi & Pronzato, 2002
- Родина Metaniidae Volkmer-Ribeiro, 1986
- Родина Metschnikowiidae Czerniawsky, 1880
- Родина Palaeospongillidae Volkmer-Ribeiro & Reitner, 1991
- Родина Potamolepidae Brien, 1967
- Родина Spongillidae Gray, 1867
- Родина Spongillina incertae sedis Manconi & Pronzato, 2002